# Rogier van der Weyden
Roger de Le Pasture, dit aussi Rogier de La Pasture, dit en flamand Rogier van der Weyden, est un peintre wallon appartenant au mouvement des primitifs flamands, né en 1399 ou 1400 à Tournai et mort le 18 juin 1464 à Bruxelles.
Originaire de Tournai, il y est formé au sein de l'atelier du peintre Robert Campin. Il s'installe à Bruxelles en 1435 et devient peintre officiel de la ville. Il répond par ailleurs à de nombreuses commandes des ducs de Bourgogne et de leur entourage. Il fait un voyage en Italie vers 1450 où il acquiert une certaine renommée. Il termine sa vie à la tête d'un atelier prospère auteur de nombreuses œuvres. Les historiens de l'art lui attribuent une quarantaine d'œuvres encore conservées. Il a, par ailleurs, probablement eu une activité d'enlumineur.

## Dénomination
Né Rogier de Le Pasture, il fit traduire littéralement son nom dans sa version flamande « Van der Weyden » lors de son installation à Bruxelles en 1435. La dénomination de Rogier van der Weyden retenue actuellement provient d'un acte notarié signé par le peintre. Il a pourtant continué de signer Rogier de Le Pasture dans un autre acte notarié lors de l'héritage d'une tante à Tournai. Il est dénommé en outre « Rogier van Brugghe » par Carel van Mander dans son ouvrage Schilder-boeck, premier dictionnaire biographique de référence sur les peintres néerlandais, flamands et allemands, ou encore « Rogier de Bruxelles ».

## Biographie

### Les débuts à Tournai
Rogier de Le Pasture naît à Tournai vers 1400. La ville est alors une commune autonome dépendant du roi de France. Rogier est le fils du coutelier Henry de Le Pasture, mort avant 1426 et d'Agnès de Wattrelos. Peut-être est-il parent d'un certain Coppin de Le Pasture, peintre tournaisien mentionné dans une condamnation en 1408. Il entre sans doute assez tôt comme apprenti dans l'atelier de Robert Campin, aussi appelé Maître de Flémalle. Avant 1426, il épouse Isabelle Goffaert, fille d'un riche chausseur bruxellois Jan Goffaert et de Cathelyne van Stockem (ou de Stoquain), probable parente de la femme de Robert Campin.
En 1426, Rogier de Le Pasture est apprenti dans l'atelier de Robert Campin, en même temps que Jacques Daret. Selon Albert Châtelet, il était au préalable parti compléter sa formation lors de plusieurs voyages. Très engagé dans la vie politique de la ville, Robert Campin se repose sur cet apprenti déjà expérimenté pour faire fonctionner son atelier. Pour autant, aucune œuvre ne peut être attribuée à Rogier de Le Pasture avant 1426. Il est signalé, dans les archives de la ville, comme apprenti dans cet atelier de 1427 à 1432. De cette époque date peut-être la petite Vierge à l'Enfant du musée Thyssen-Bornemisza. En 1432, il obtient le titre de maître dans la Guilde de Tournai. De cette époque date la Descente de croix du musée du Prado, destinée à la chapelle de la confrérie des arbalétriers de Louvain.
Son origine tournaisienne est attestée par plusieurs documents d'archives. En 1440, il fait rédiger à Bruxelles, en qualité de tuteur de sa nièce (fille de sa sœur germaine Jeanne), une procuration pour la vente d'une maison située à Tournai. Il sera encore question de cet immeuble dans un document rédigé à Tournai en 1426, où sont cités Henri de Le Pasture et Agnès Watrelos, père et mère de Jeanne. En 1463, une lettre est adressée par la duchesse de Milan au Magistro Rugiero de Tornay pictori in Burseles. Un registre de la corporation des peintres de Tournai contient son inscription comme maître avec la mention natif de Tournai. Enfin, les comptes de la confrérie de Tournai pour 1463-1464 mentionnent en ces termes les frais payés à l'occasion du service funèbre de Rogier Van der Weyden : Item payent pour les chandèles qui furent mise devant saint Luc, à cause de service Maistre Rogier de le Pasture, natyf de cheste ville de Tournay lequel demoroit à Brouselles.

### Le peintre officiel de la ville de Bruxelles

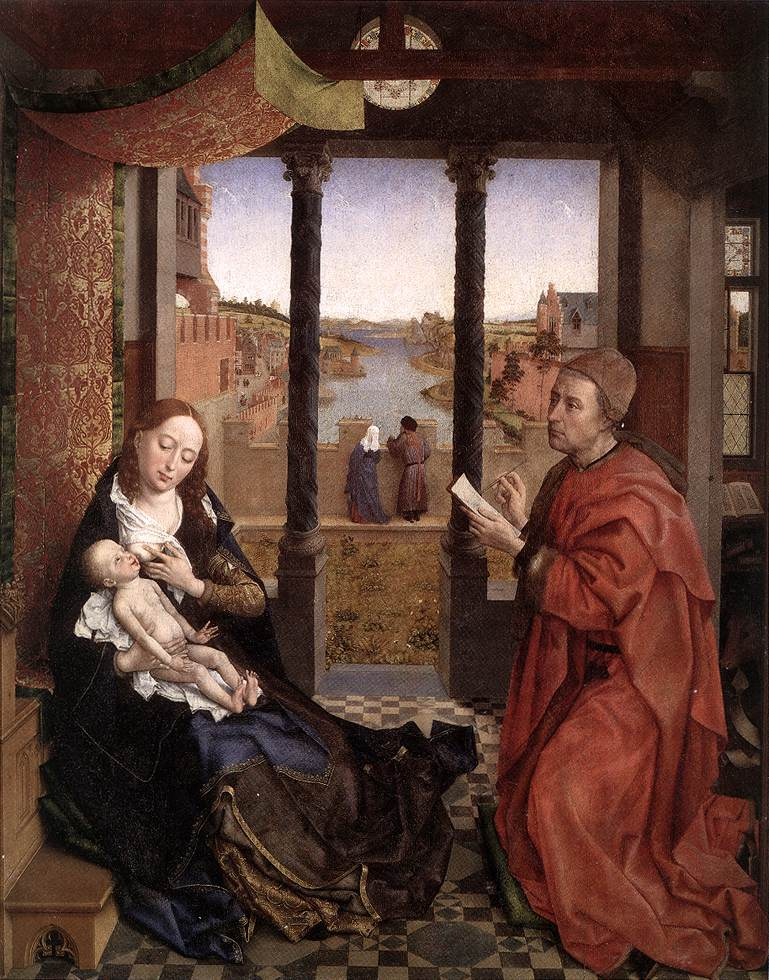
Saint Luc dessinant la Vierge (1435), musée des Beaux-Arts (Boston).

Dans le courant de l'année 1435, Rogier de Le Pasture part s'installer à Bruxelles, dans le Brabant, où son nom sera désormais flamandisé en Rogier van der Weyden. Dès son arrivée, il est nommé peintre officiel de la ville. En avril 1434, la visite officielle du bourgmestre de Bruxelles aurait été l'occasion de débaucher le peintre tournaisien. Cette fonction reste essentiellement honorifique : il ne perçoit officiellement, chaque année, qu'une pièce de drap pour tout salaire, sans aucun revenu régulier. Il obtient tout de même le titre de bourgeois de la ville, qu'il mentionne en 1439.
C'est à titre de peintre officiel que la ville de Bruxelles lui commande de grands tableaux pour la salle principale de l'hôtel de ville. Deux sont réalisés avant 1439, illustrant des épisodes de La Justice de Trajan. Une seconde série, peinte sans doute avant 1454, représente deux scènes de La Justice d'Archambaud. Il s'agit à chaque fois de tableaux destinés à l'édification des magistrats qui rendent leurs jugements en ces lieux. Panneaux de très grande dimension et sans doute pièce maîtresse de van der Weyden, ils ont probablement été détruits en 1695 lors du bombardement de Bruxelles par les troupes françaises et ne sont plus connus aujourd'hui que par des reproductions partielles, sous forme de tapisserie ou de dessin.
Peu de temps après son arrivée, il peint le retable de l'autel de la confrérie des peintres à la collégiale Sainte-Gudule dédié à saint Luc, patron des peintres, auquel il semble avoir donné ses traits. Le tableau est directement inspiré de La Vierge du chancelier Rolin, que le peintre n'a pu observer que dans l'atelier de Jan van Eyck, signe des liens qui unissaient les deux artistes. En 1444, Rogier habite une grande maison de la ville.

### Un peintre proche de la cour de Bourgogne

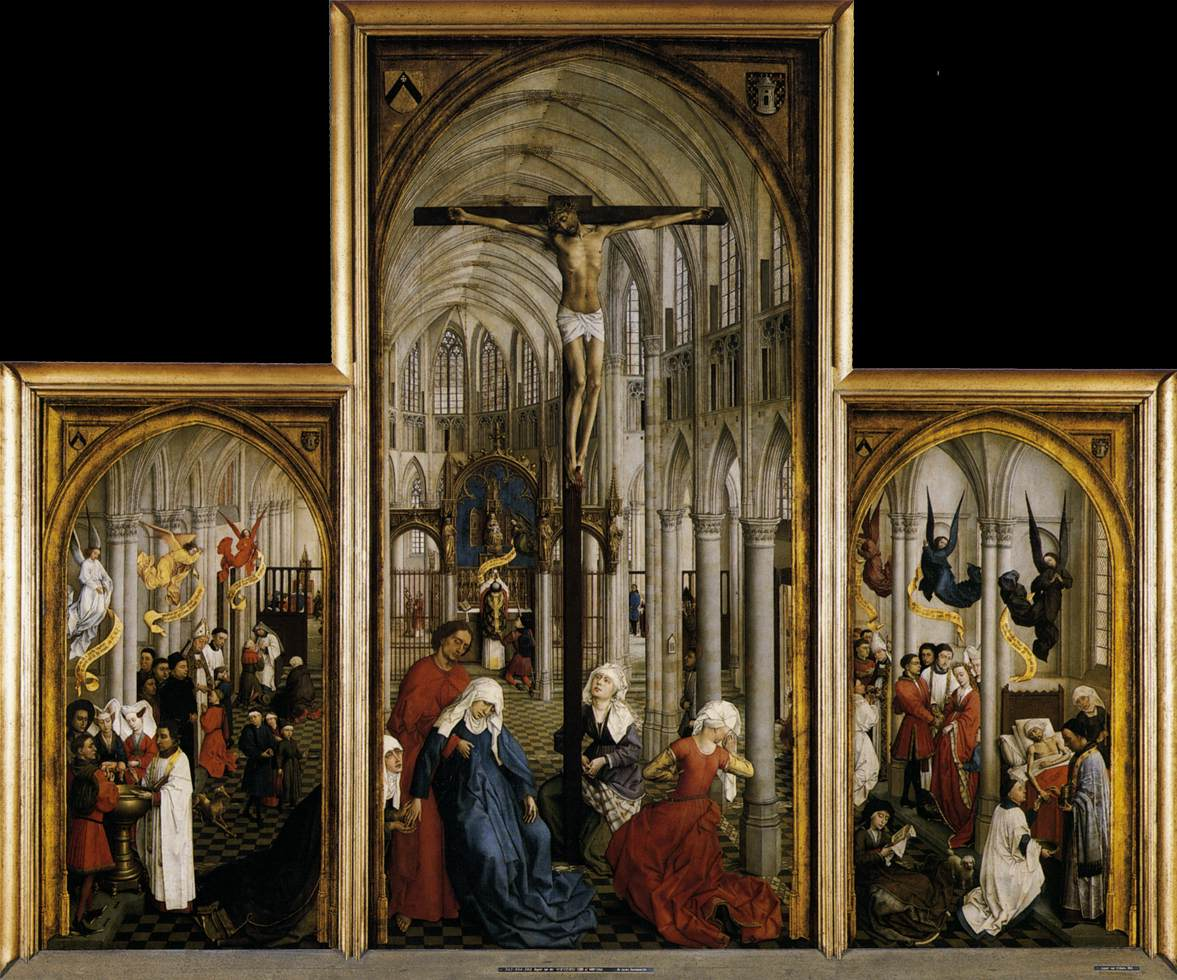
Retable des sept sacrements, musée royal des Beaux-Arts d'Anvers.

À partir de 1442, sans être peintre officiel de la cour de Philippe le Bon, il répond à de nombreuses commandes de l'entourage du duc. L'année 1441 marque la disparition du peintre officiel Jan van Eyck. Celui-ci n'est pas remplacé, mais le prince n'hésite pas à faire appel à l'artiste le plus en vue de sa ville et résidence favorite. On trouve sa trace en 1446, puis en 1458-1459, dans les comptes du duc pour des réalisations officielles, notamment la peinture polychrome de statues. Mais c'est surtout pour l'entourage du prince qu'il reçoit ses commandes les plus importantes : Le Jugement dernier (vers 1445-1449), pour le chancelier Nicolas Rolin aux Hospices de la ville de Beaune, ou encore Le Retable des sept sacrements pour Jean Chevrot, évêque de Tournai et chef du conseil du duc. Outre ces œuvres de très grande dimension, il réalise aussi des enluminures dans des manuscrits destinés à la bibliothèque ducale. La seule qui lui soit attribuée avec certitude est la miniature de présentation des Chroniques de Hainaut de Jean Wauquelin, datée de 1446-1448.
À la même époque, van der Weyden réalise un portrait de Philippe le Bon, dont on ne conserve aucun exemplaire attesté de sa main. Les différentes répliques d'atelier ont sans doute été réalisées à partir d'un poncif : le maître dessine une esquisse du visage et du buste puis laisse à ses compagnons ou apprentis le soin d'en peindre différentes versions définitives. Ce mode de fonctionnement, fréquent des ateliers contemporains, explique les variations dans la qualité de sa production. Par ailleurs, van der Weyden réalise de nombreux portraits de cour, dont celui de la duchesse de Bourgogne et de son fils, le futur Charles le Téméraire.

### Le voyage en Italie

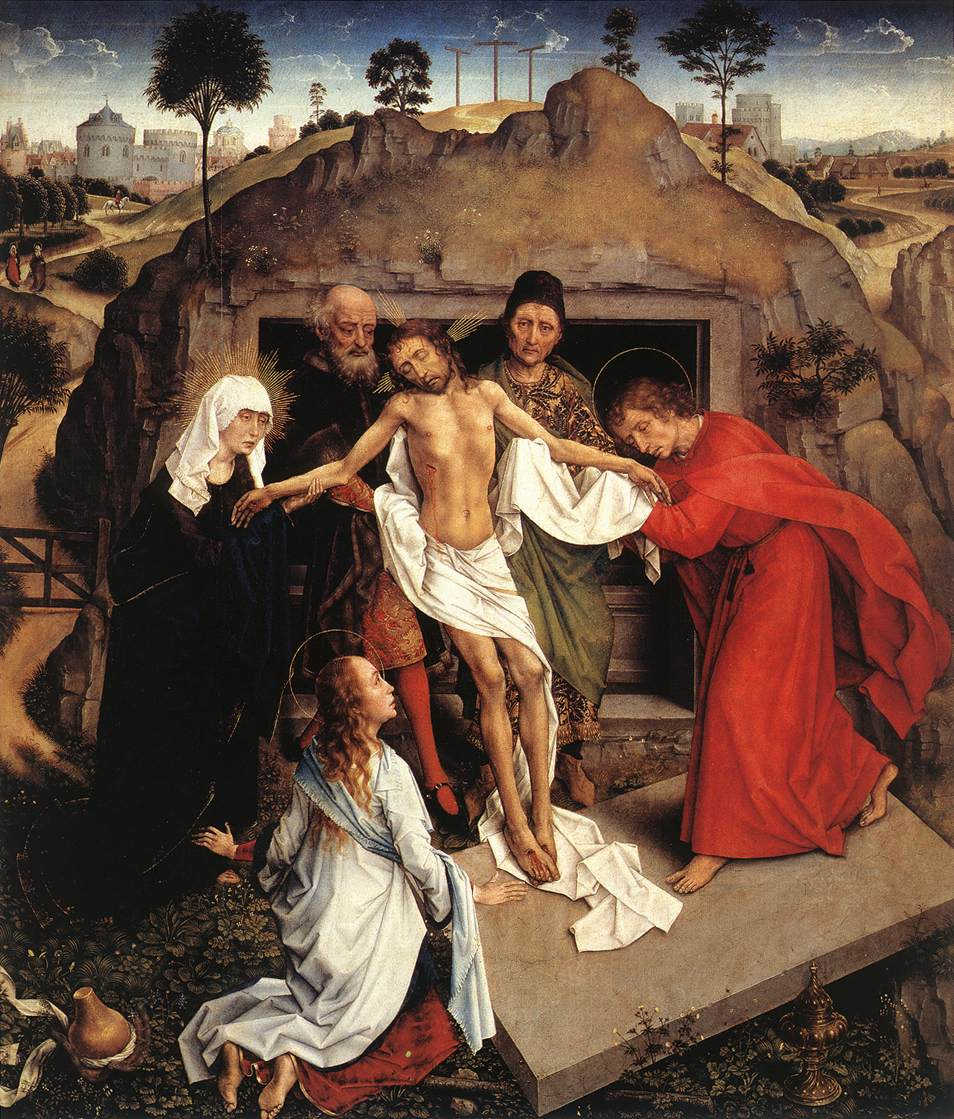
La Mise au tombeau (1450), Florence, galerie des Offices.

Vers 1450, à l'occasion du Jubilé, van der Weyden part en Italie, très vraisemblablement à Rome et à Florence. Ce voyage est connu grâce au témoignage du napolitain Bartholomeus Facius, dans son De Viris Illustribus de 1456. À cette époque, van der Weyden a déjà eu l'occasion de travailler pour des commanditaires italiens tel Lionel d'Este, mais uniquement par des intermédiaires installés à Bruges. Rien n'est connu des conditions de son voyage : Facius signale que l'artiste bruxellois a pu admirer les fresques de Gentile da Fabriano dans la basilique Saint-Jean-de-Latran.
Seules deux œuvres témoignent d'une influence italienne directe ; elles sont d'ailleurs commandées par des personnalités transalpines. La Lamentation du Christ, conservée à la galerie des Offices de Florence et destinée à la famille Médicis, reproduit un schéma de Fra Angelico issu du panneau central de la prédelle de l'église du couvent San Marco. La Vierge Médicis (Städel Museum, Francfort), commandée par la même famille, reprend la disposition des saints se tenant debout autour de la Vierge, mais cet agencement se rencontre déjà dans quelques retables flamands. Cette influence italienne reste en fait relativement limitée. Elle apparaît aussi dans le Triptyque de saint Jean-Baptiste (Gemäldegalerie de Berlin) : le choix des scènes y est analogue à celui de la porte sud du baptistère Saint-Jean de Florence, due à Andrea Pisano.

### Un atelier renommé

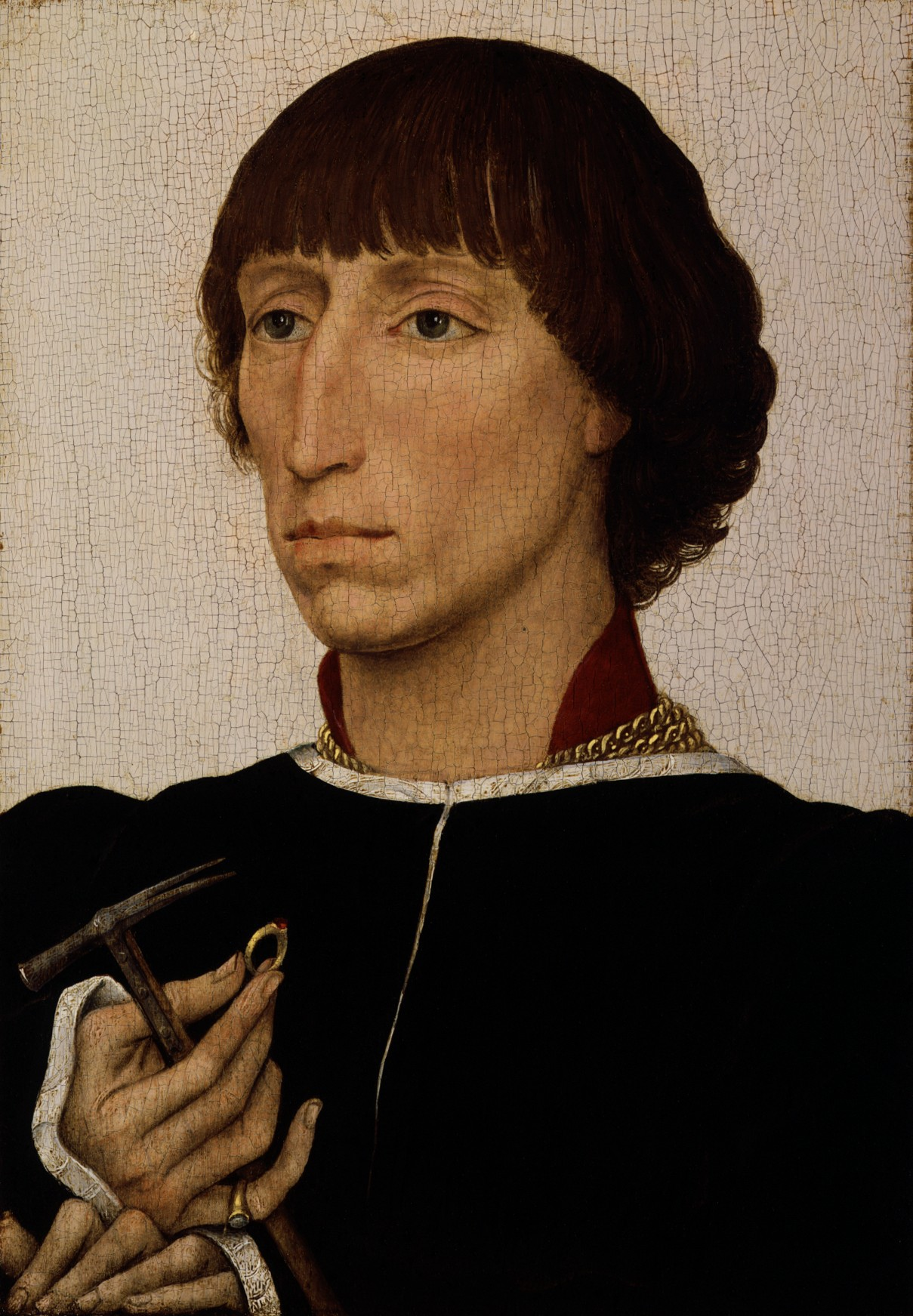
Portrait de François d'Este (vers 1460), New York, Metropolitan Museum of Art.

En décembre 1460, le peintre Zanetto Bugatto, portraitiste officiel de la cour des Sforza, est envoyé à Bruxelles. Le duc de Milan le recommande au duc de Bourgogne pour qu'il se perfectionne auprès de Rogier van der Weyden. Il y demeure jusqu'en mai 1463.
Durant la première moitié de la décennie 1460, l'atelier du peintre continue d'assurer d'importantes commandes : pour des couvents (tel un diptyque pour l'abbaye Saint-Aubert de Cambrai, aujourd'hui conservé au Philadelphia Museum of Art) ou des particuliers (comme le Diptyque à la Vierge de Philippe Ier de Croÿ ou le Portrait de François d'Este). Sa renommée et son aisance lui permettent aussi de faire des dons : à la chartreuse de Scheut (une Crucifixion de grand format, désormais à l'Escurial) ou encore à la Chartreuse de Hérinnes-lez-Enghien, où son fils Corneille s'est retiré. Au sein de son atelier, Rogier est secondé, depuis au moins 1455, par son fils Pierre, né en 1437.
Rogier van der Weyden meurt à Bruxelles le 18 juin 1464. Il est enterré à l'église Sainte-Gudule, au pied de l'autel de la confrérie des peintres et de son retable.

## L'œuvre peint
Aucune peinture ne peut lui être attribuée avec une certitude absolue. Par ailleurs, aucun consensus ne se dégage de la chronologie de son œuvre.

### La peinture sur panneau
Liste établie à partir du dernier catalogue raisonné du peintre : Dirk De Vos, Rogier van der Weyden : L’Œuvre complet, Paris, 1999.
- La Sainte Vierge avec l'Enfant Jésus, vers 1425-1433, Madrid, musée Thyssen-Bornemisza, et Saint George et le Dragon, Washington, National Gallery of Art, 14 × 10 cm.
- Crucifixion, vers 1425-1430, Berlin, Gemäldegalerie, 79 × 49 cm, inv. no 538A.
- Diptyque à la Vierge à l'Enfant avec sainte Catherine, vers 1430-1432, Vienne, musée d'Histoire de l'art, 19 × 12 cm chaque panneau, inv. no 951 et 955.
- La Descente de croix, vers 1430-1435, Madrid, musée du Prado, 220 × 259 cm, inv. no 2825.
- Vierge à l'Enfant en rouge, aussi appelée Madone Duran, vers 1430-1435, Madrid, musée du Prado, 100 × 52 cm, inv. no 2722.
- Jeune femme, vers 1430-1435, parfois considérée comme étant Élisabeth Goffaert l'épouse du peintre, Berlin, Gemäldegalerie, 47 × 32 cm, inv. 545D.
- Triptyque de l'Annonciation, vers 1430-1435, panneau central de l'Annonciation à Paris, musée du Louvre, 87 × 91 cm, inv. no 1982, volets gauche et droit avec la Visitation et un donateur à Turin, galerie Sabauda, inv. no 210 et 320, 89 × 36,5 cm pour chaque volet.
- Portrait d'un homme portant un livre ouvert, avant 1437, huile sur bois, 33,7 × 23 cm, Londres, Courtauld Institut[19].

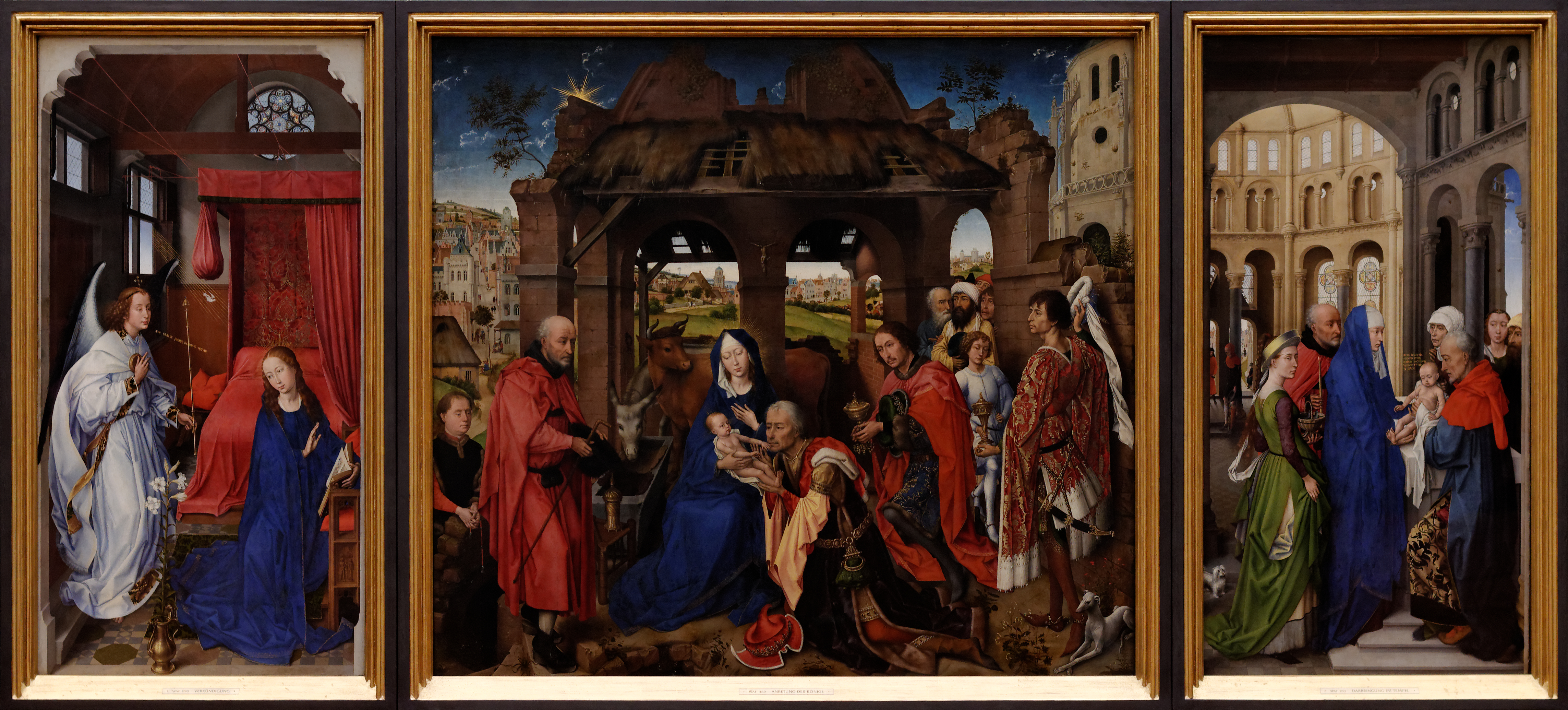
Triptyque de Sainte-Colombe (vers 1455), Munich, Alte Pinakothek.

- Saint Luc dessinant la Vierge, 1440, dont il fera d'autres copies, Saint-Pétersbourg, musée de l'Ermitage.
- Saint Luc dessinant la Vierge, vers 1435-1440, Boston, musée des Beaux-Arts, 138 × 111 cm, no 93.153.
- La Visitation, vers 1435-1440, Leipzig, musée des Beaux-Arts, 58 × 36 cm, inv. no 1550.
- Triptyque de la Crucifixion, aussi appelé Triptyque Villa, vers 1435-1440, Riggisberg, fondation Abegg, 103 × 138 cm, inv. no 13.2.63.
- Le Rêve du pape Serge, vers 1440, huile sur panneau, 89 × 80 cm, Los Angeles, J. Paul Getty Museum[20].
- Homme lisant une lettre, 1440, Londres, National Gallery[21].
- Triptyque des sept sacrements, vers 1440-1445, Louvain, M Museum (Louvain : Musée de la Ville), panneau central : 200 × 97 cm, panneaux latéraux : 119 × 63 cm chacun, inv. no 393-395.
- Retable de Miraflores, vers 1440-1445, Berlin, Gemäldegalerie, 74 × 45 cm chaque panneau, inv. no 534A.
- Triptyque de la Crucifixion, vers 1440-1445, Vienne, musée d'Histoire de l'art, 101 × 70 cm et deux fois 101 × 35 cm, inv. no 901.
- Le Christ couronné d'épines (revers du Portrait de femme), Londres, National Gallery[22].
- Retable dispersé, fragments d'une Conversation sacrée vers 1440-1445 :
  - Madeleine lisant, Londres National Gallery, 62 × 54 cm, inv. no 645 ;
  - Tête de Saint Joseph et Tête de sainte Catherine, Lisbonne, musée Calouste-Gulbenkian, 21 × 18 cm, inv. no 75B et 79 A.
- Retable Bladelin, aussi appelé Triptyque de la Nativité, vers 1445-1450, Berlin, Gemäldegalerie, panneau central : 94 × 92 cm, chaque volet : 94 × 42 cm, inv. no 535.
- Polyptyque du Jugement dernier, vers 1445-1450, hospices de Beaune, quinze panneaux différents.

- Saint Luc dessinant la Vierge, vers 1450, huile sur bois, 138 × 110 cm, Munich, Alte Pinakothek[23].
- Portrait de Philippe le Bon, après 1450, huile sur bois, 31 × 23 cm, Vienne, musée d'Histoire de l'art[24].
- Sainte Marguerite et sainte Apolline, vers 1445-1455, volet droit d'un triptyque disparu, Berlin, Gemäldegalerie, 51,5 × 27,5 cm, inv. no 534C.
- Triptyque Braque, vers 1450-1455, Paris, musée du Louvre, panneau central : 34 × 62 cm, chaque volet : 34 × 27 cm, inv. no RF 2063.
- Portrait d'un homme, vers 1450-1455, Madrid, musée Thyssen-Bornemisza, 32 × 23 cm, inv. no 1930.26.
- Triptyque de l'Adoration des mages, appelé aussi Retable de Sainte-Colombe, vers 1450-1455, Munich, Alte Pinakothek, panneau central : 140 × 153 cm, chaque volet : 140 × 73 cm, inv. no WAF 1189-1191.
- Retable de saint Jean-Baptiste, vers 1450-1455, Berlin, Gemäldegalerie, chaque panneau : 77 × 48 cm, inv. no 534B.
- Le Christ crucifié entre la Vierge et saint Jean, aussi appelé Crucifixion de Scheut, vers 1450-1455, Madrid, monastère de l'Escurial, 325 × 192 cm, inv. no 10014602.
- Pietà, vers 1455-1464, Bruxelles, musée Oldmasters, 33 × 47 cm, inv. no 3515.
- Diptyque de Jean de Gros, vers 1455-1460, volet gauche Vierge à l'Enfant à Tournai, musée des Beaux-Arts, inv. no 481 ; volet droit : Portrait de Jean Gros, Art Institute of Chicago, collection Ryerson, n° 1933.1052, chaque volet : 39 × 29 cm.
- Portrait de François d'Este, vers 1455-1460, New York, Metropolitan Museum of Art, Friedsam Collection, 30 × 20 cm, inv. no 32.100.43.
- Diptyque de Philippe de Croy, vers 1460, volet gauche : Vierge à l'Enfant à San Marino (Californie), bibliothèque Huntington, inv. no 26.105 ; volet droit : Portrait de Philippe de Croÿ à Anvers, musée royal des Beaux-Arts, inv. no 254. chaque volet : 49 × 30 cm.
- Portrait d'une jeune femme, Washington, National Gallery of Art, 34 × 25,5 cm, inv. 1937.1.44.
- Portrait de Charles le Téméraire, vers 1461-1462, Berlin, Gemäldegalerie, 51 × 34 cm, inv. no 545.
- Portrait d'Antoine bâtard de Bourgogne, vers 1461-1462, Bruxelles, musée royal d'Art ancien, 38 × 28 cm, inv. no 1449.
- Vierge à l'Enfant, vers 1461-1462, Houston, musée des Beaux-Arts, Edith A. and Percy S. Strauss Collection, 32 × 23 cm, inv. no 44-535.
- Madone des Médicis, appelé aussi Vierge à l'Enfant et quatre saints, vers 1460-1464, Francfort-sur-le-Main, musée Städel, 51 × 38 cm, inv. no 850.
- Diptyque de de Froimont, vers 1463-1464, volet gauche : La Vierge et l'Enfant à Caen, musée des Beaux-Arts, inv. no M.91 ; volet droit : Portrait de Jean de Froimont à Bruxelles, musée royal d'Art ancien, inv. no 4279, chaque volet : 51 × 33 cm.
- Lamentation du Christ, vers 1463-1464, Florence, galerie des Offices, 96 × 110 cm, inv. no 1114.
- La Lamentation du Christ, avec atelier, vers 1463-1464, La Haye, Mauritshuis.
- Diptyque du Christ en Croix, probablement les panneaux extérieurs d'un retable disparu, vers 1463-1464, Philadelphie, Philadelphia Museum of Art, The John G. Johnson Collection, chaque panneau : 178 × 90,2 cm, inv. no 334-335.

La Descente de croix (entre 1435 et 1438), Madrid, musée du Prado.
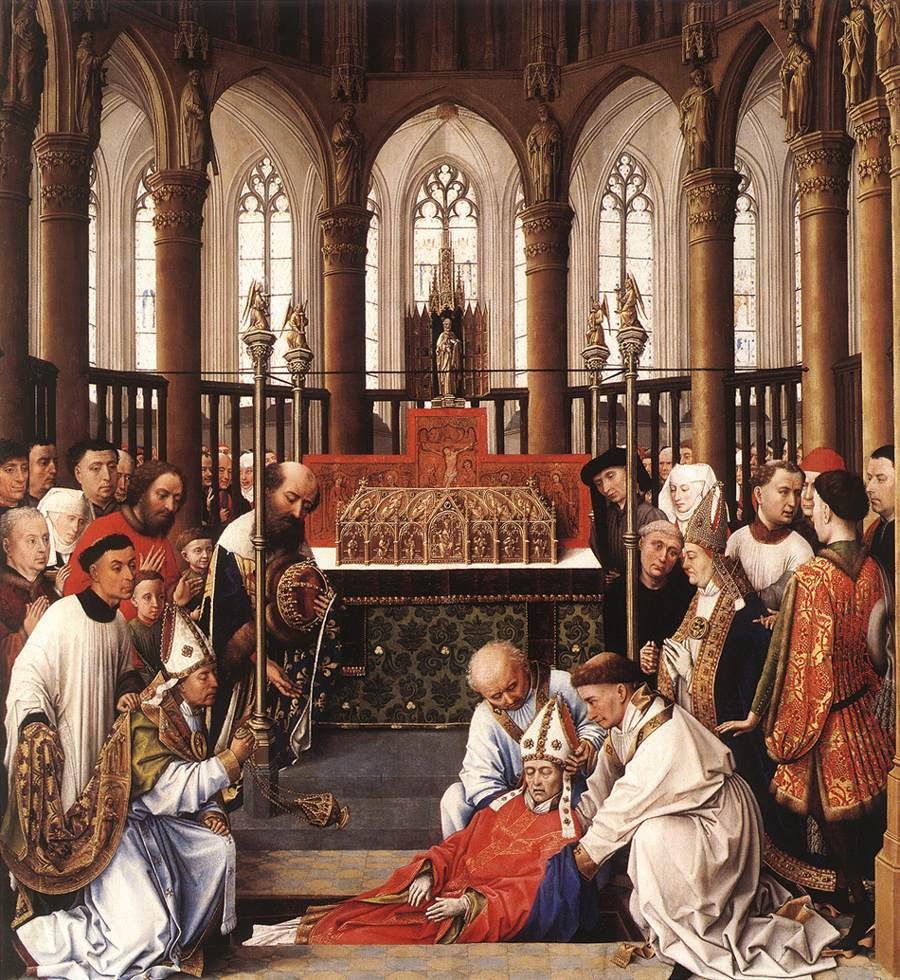
Exhumation de saint Hubert dans la collégiale Saint-Pierre de Liège (vers 1437), Londres, National Gallery.
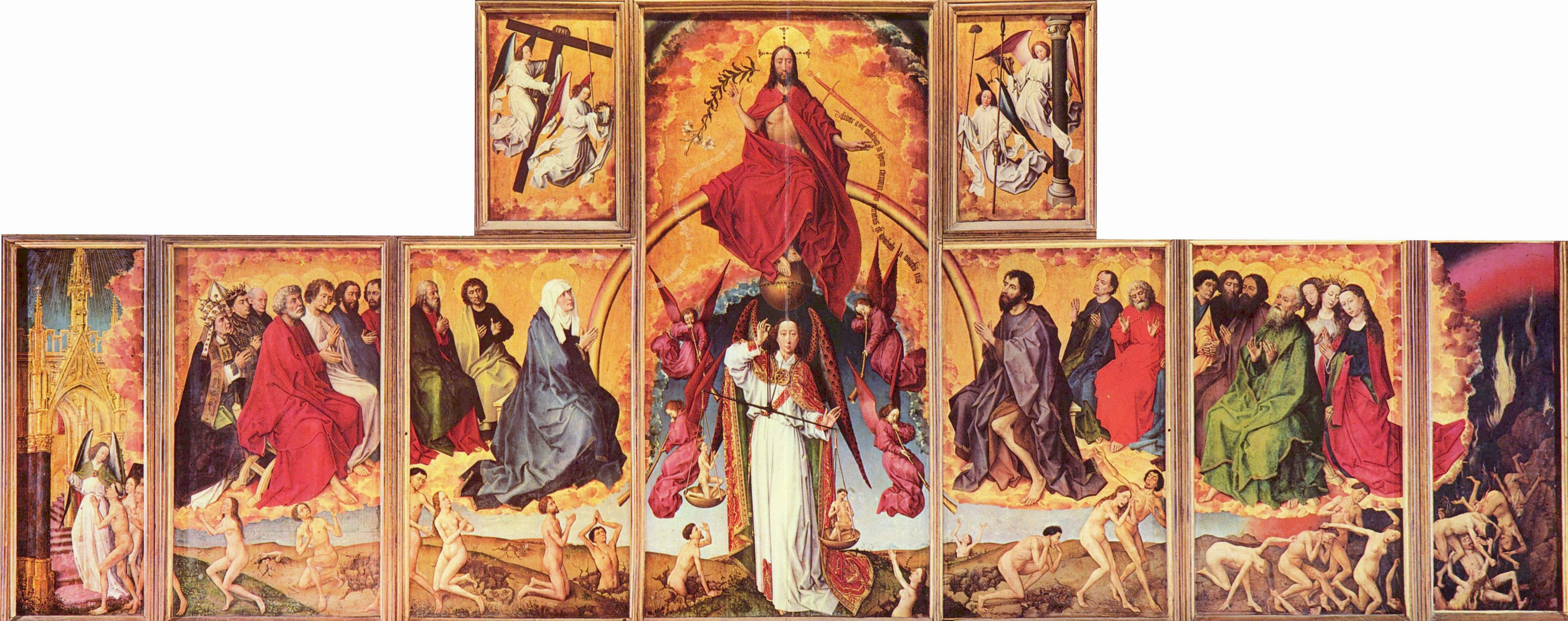
Le Jugement dernier (entre 1443 et 1452), huile sur bois, hospices de Beaune.
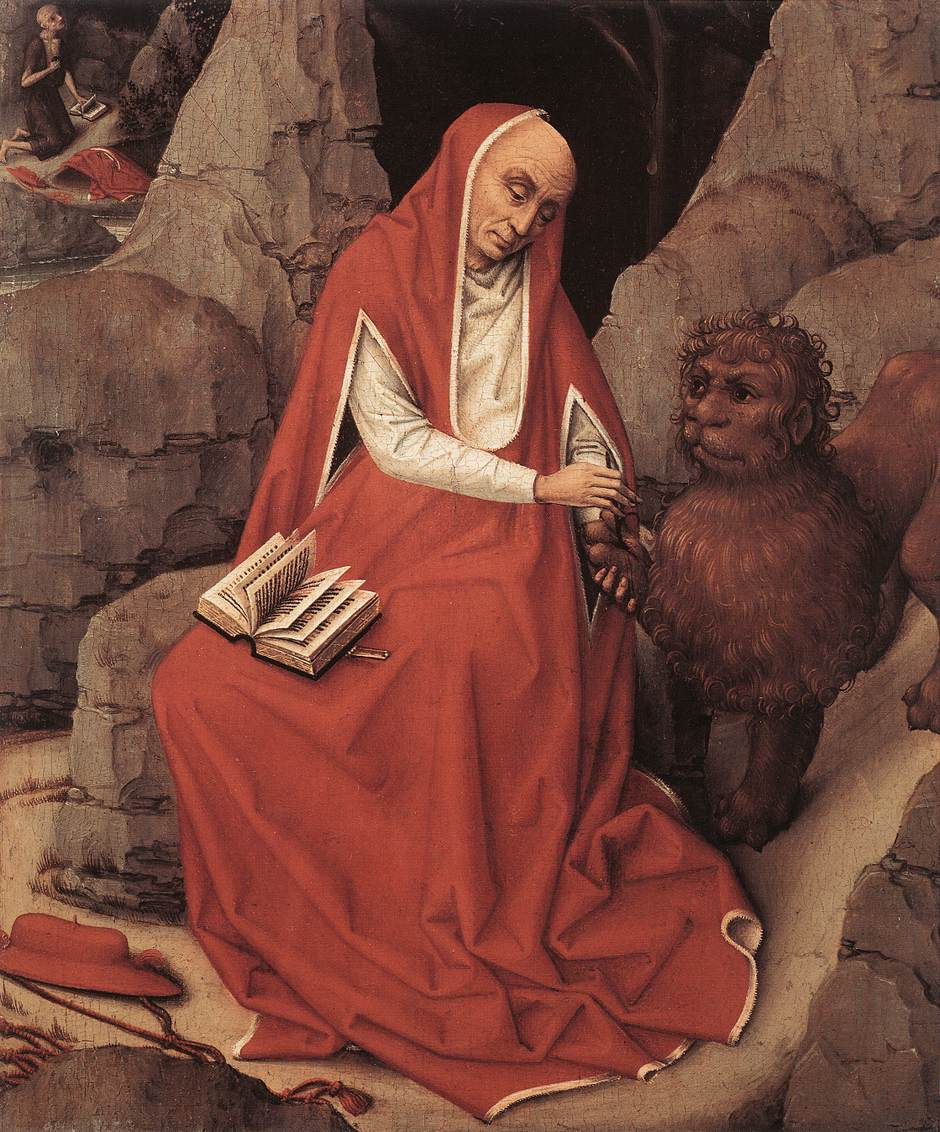
Saint Jérôme et le lion, vers 1450, Detroit Institute of Arts.
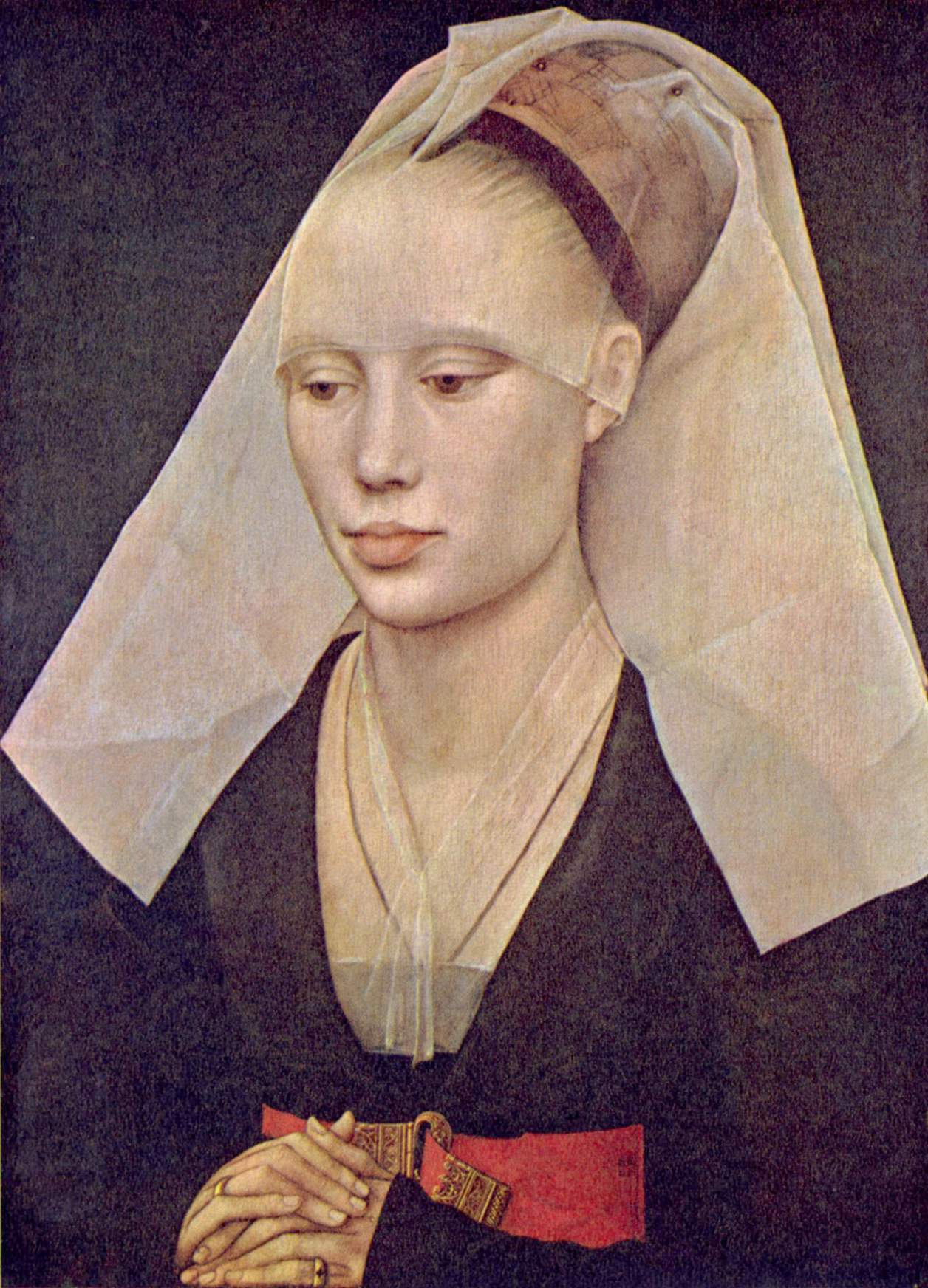
Portrait d'une dame (vers 1460), Washington, National Gallery of Art.
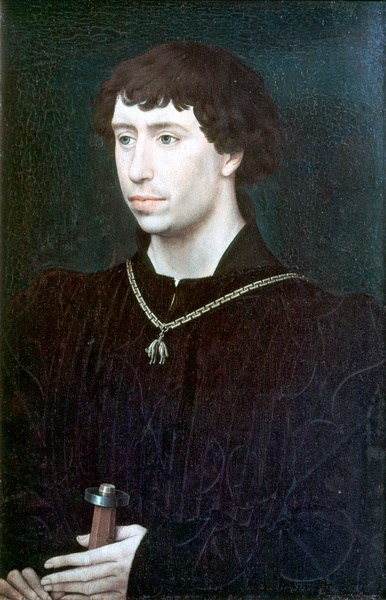
Charles le Téméraire (vers 1461-1462), Berlin, Gemäldegalerie.
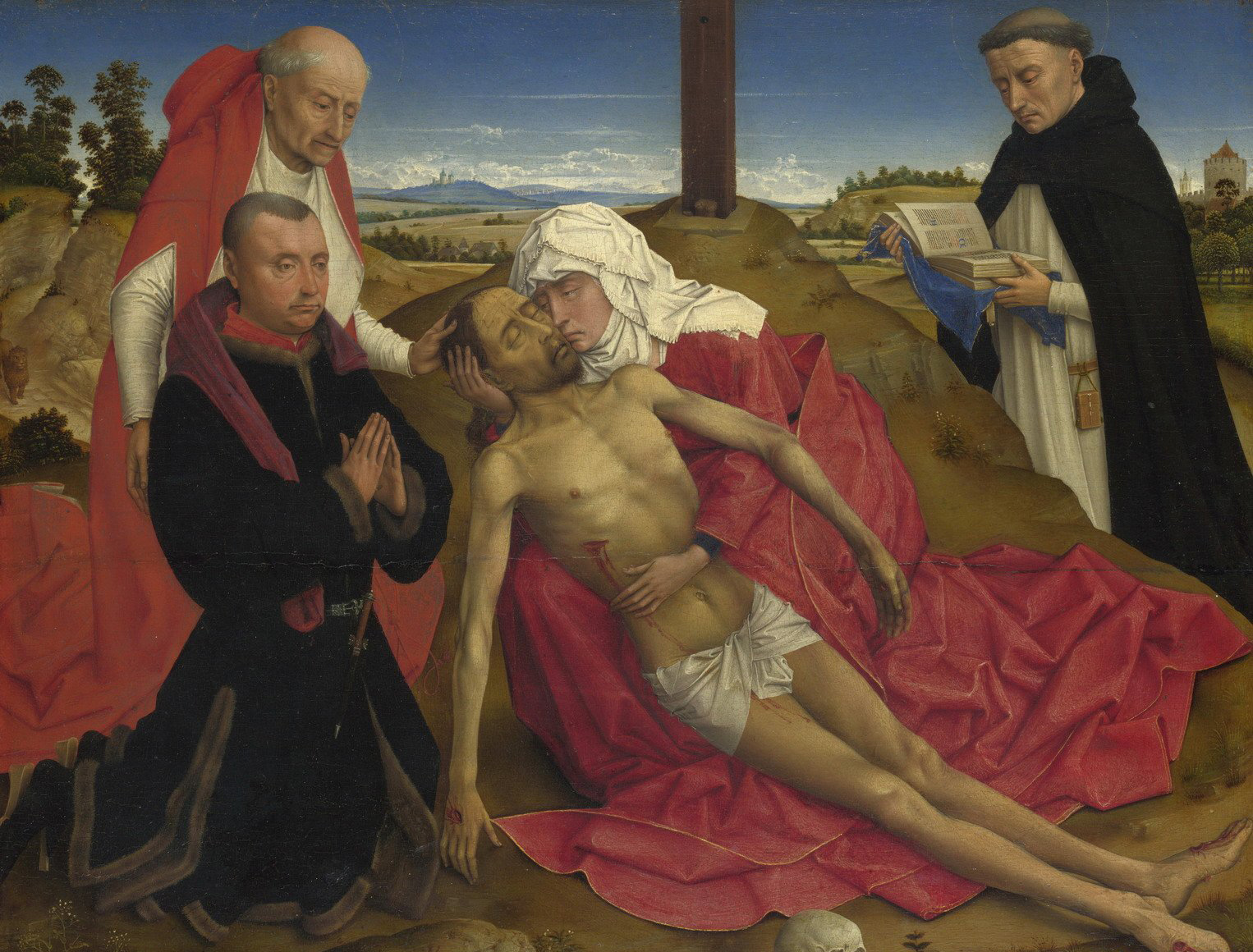
Pietà (vers 1464), Londres, National Gallery.
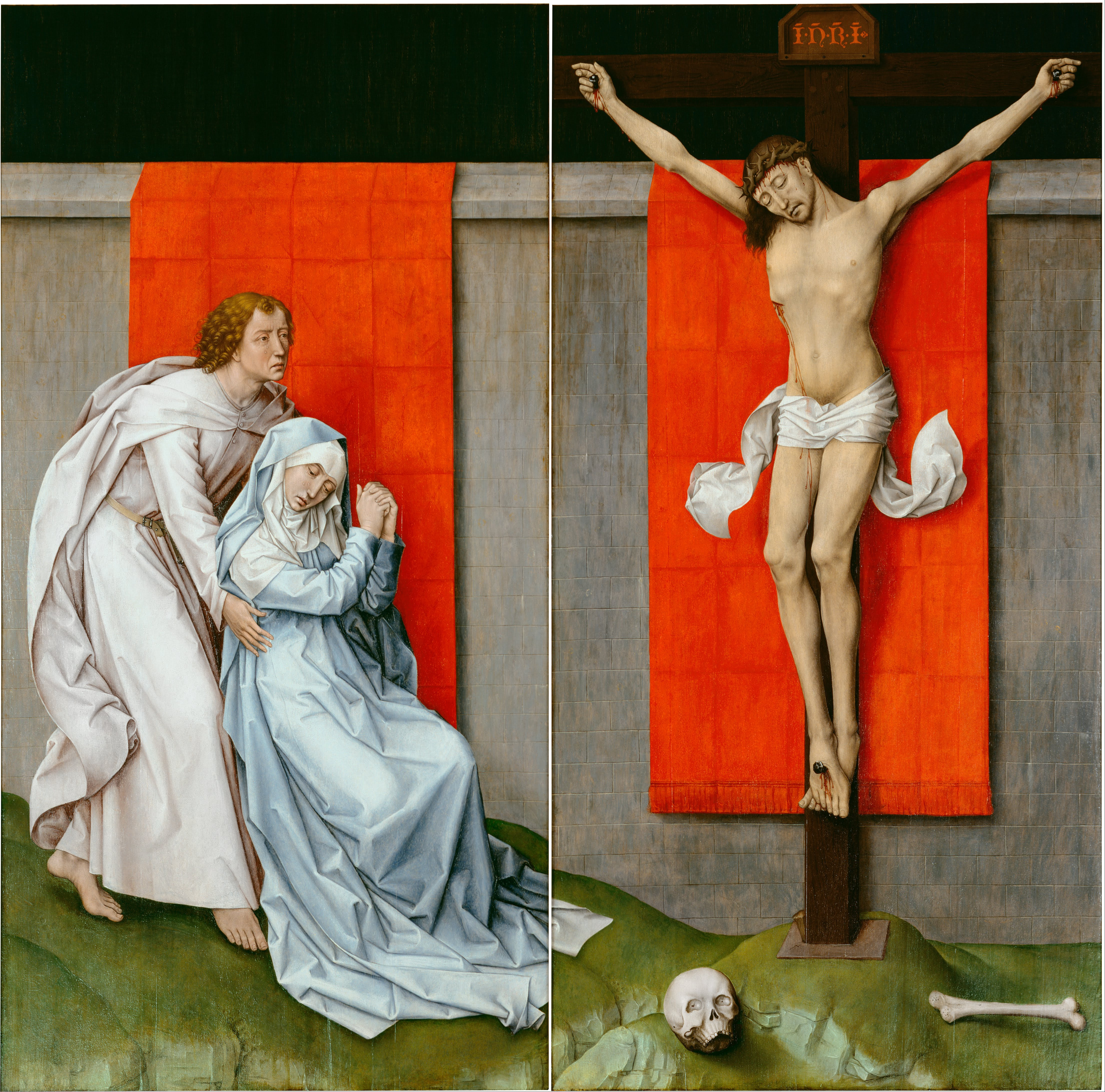
Diptyque du Christ en croix, vers 1460, Philadelphia Museum of Art.

### L'enluminure

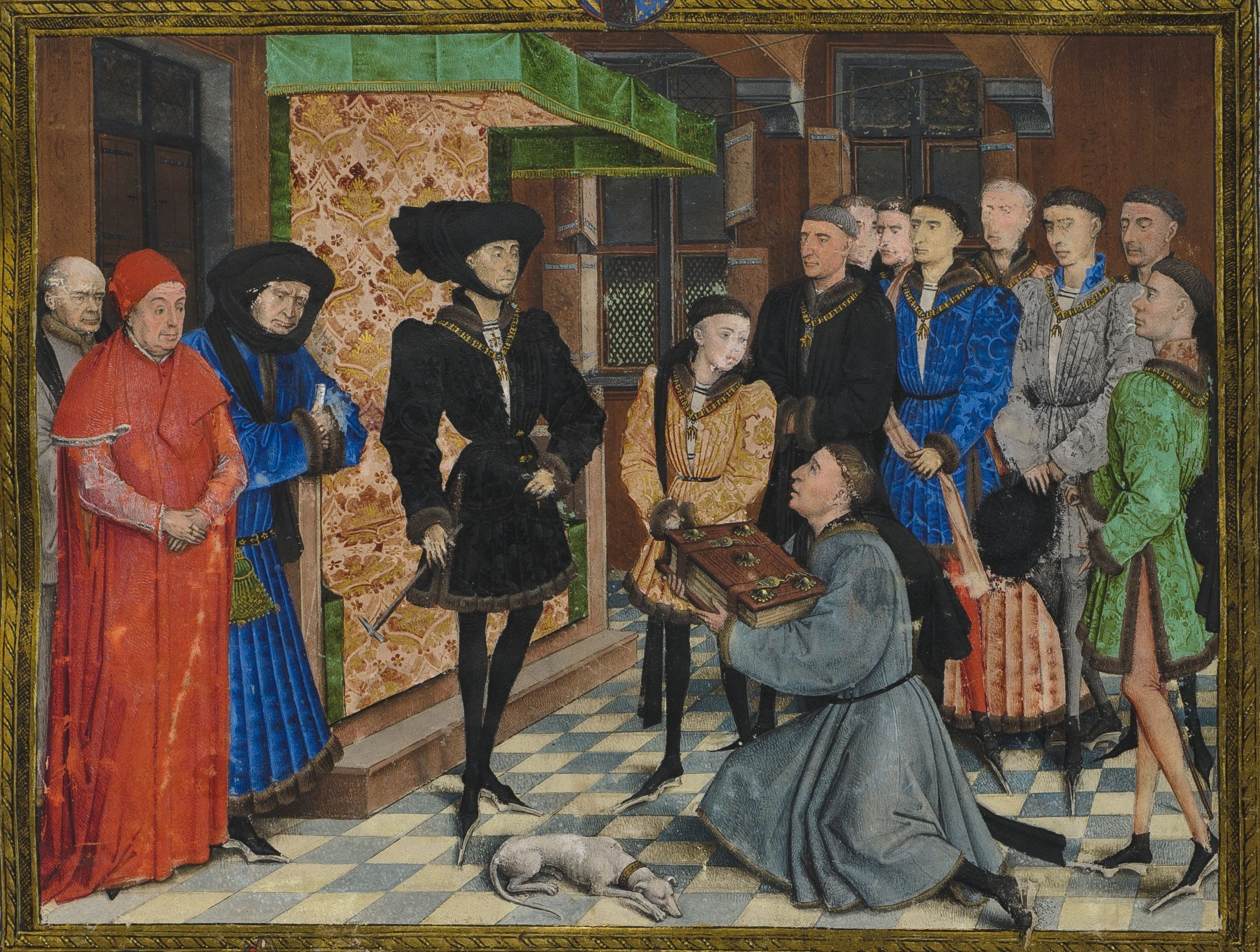
Jean Wauquelin présentant ses Chroniques de Hainaut à Philippe le Bon (1447), Bruxelles, Bibliothèque royale de Belgique (KBR).

Plusieurs indices prouvent que Rogier van der Weyden pratiquait l'enluminure, même si aucun texte ne le rapporte directement. Il appartient à une guilde rassemblant des peintres et des enlumineurs et plusieurs peintres de son entourage sont connus aussi pour des décorations de manuscrits : Robert Campin, Éleuthère du Prêt, issu du même atelier, ou encore Jean de Le Rue, formé par lui. Une seule enluminure est attribuée à Van der Weyden. Il s'agit d'une miniature de dédicace représentant Jean Wauquelin présentant ses Chroniques de Hainaut à Philippe le Bon datée vers 1446-1447. La scène est représentée dans un intérieur qui se retrouve dans un ancien tableau du peintre et aujourd'hui disparu (Vierge à l'Enfant et six saints). Il utilise ici une composition rigoureuse usant de la géométrie pour disposer harmonieusement les personnages dans l'image et mettre en valeur le duc et son fils Charles le Téméraire. Il montre une très grande maîtrise de la technique de l'enluminure pour permettre le rendu des tissus ou des ombres projetées, comme dans ses panneaux. Plusieurs enlumineurs flamands ont d'ailleurs imité la miniature, comme le Maître du Girart de Roussillon, le Maître de l'Alexandre de Wauquelin, qui a collaboré avec lui au manuscrit des Chroniques, ou le Maître des Privilèges de Gand et de Flandre.

## Postérité
- On retrouve son effigie dans Les Effigies des peintres célèbres des Pays-Bas de Dominique Lampson ;
- Une rue de Bruxelles porte son nom[27]